# Rüdiger von der Goltz (generaal)
Gustav Adolf Joachim Rüdiger Graf von der Goltz (Züllichau, 8 december 1865 – Bernbeuren, 4 november 1946) was een Duitse generaal tijdens de Eerste  Wereldoorlog. Na de oorlog leidde Von der Goltz het Vrijkorps in de Baltische staten.

## Levensloop

### Jeugd en opleiding
Von der Goltz was een telg van het adelgeslacht Goltz. Hij was een zoon van graaf Gustav Albrecht von der Goltz (1831-1909) en zijn vrouw Cäcillie von Perbandt (1839-1871).
Von der Goltz begon zijn militaire carrière in maart 1885 als officierscadet bij het 1e Infanterie-Garderegiment van het Pruisische Leger. Na zijn studie bij de Kriegsacademie bekleedde hij verschillende functies bij de generale staf en de troepen.

### Eerste Wereldoorlog

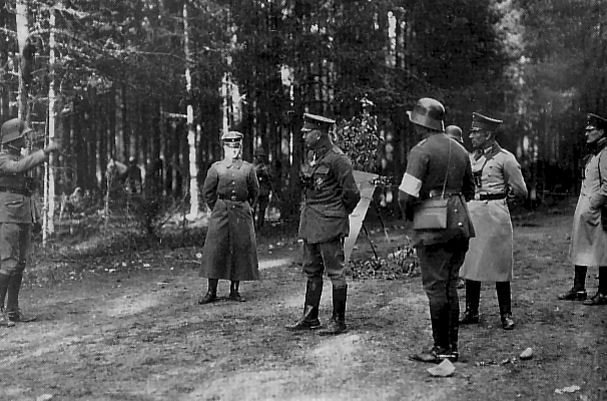
Von der Goltz (midden) in Finland (1918)

Op het moment dat de Eerste Wereldoorlog uitbrak, bekleedde Von der Goltz de rang van kolonel. Hij leidde het 76e Hamburgse Infanterieregiment dat aan het westfront vocht. Tijdens de Eerste Slag bij de Marne in september 1914 raakte hij gewond. Na zijn herstel leidde hij verschillende brigades, zowel aan het west- als het Oostfront. In 1916 werd Von der Goltz bevorderd tot generaal-majoor. In juni 1917 nam hij de leiding over de 37e divisie over. In februari 1918 kreeg Von der Goltz de zeggenschap over de 12e Landsweerdivisie, die een maand later werd omgevormd naar de Baltische Divisie. Met deze eenheid vocht Von der Goltz succesvol mee aan de zijde van de Finse generaal Carl Gustaf Mannerheim tegen de Rode Gardisten gedurende de Finse burgeroorlog.

### Leider van het Vrijkorps in de Baltische staten
Na de Duitse overgave bleef Von der Goltz in eerste instantie in Finland, waar hij het Finse leger adviseerde. In februari 1919 werd hij militair gouverneur in Libau. Hij leidde daar bovendien een Vrijkorps bestaande uit een mengeling van Letten, Russen en Baltische Duitsers die het opnamen tegen de Sovjet-Unie. Na het vertrek van de meeste Duitse troepen was het Rode Leger Letland binnengevallen met het doel om het land in te lijven. De westelijke geallieerden wilden Letland en Estland uit handen van de Sovjet-Unie houden en hadden, vanwege de afwezigheid van eigen troepen, de Duitse troepen voor nodig. Duitsland zelf wilde de eigen positie in de Baltische regio, waar veel etnische Duitsers woonden, handhaven.
Von der Goltz boekte meerdere militaire successen en dreef de bolsjewistische troepen uit Letland. De geallieerde mogendheden verlangden de terugtrekking van de Duitse troepen uit de regio, maar Duitsland wist dat uit te stellen met als reden dat anders de bolsjewieken alsnog de macht zouden overnemen. Met behulp van Baltische Duitsers zette hij de Letse nationalistische regering af en veroverde in mei 1919 de hoofdstad Riga. 
De Letse regering zocht de hulp van Estland. Estse troepen hielden het noorden van Letland bezet. Von der Goltz zocht het gevecht met hen op, maar werd verslagen door Estland. De Duitsers trokken zich terug op Riga. De westelijke geallieerden eisten op dat moment dat de Duitse troepen zich definitief terugtrokken uit Estland. Slechts een klein deel van de Duitse troepen legde de wapens neer. De rest ging op in het nieuw gevormde West-Russische Vrijwilligersleger. Von der Goltz kreeg een rol op de achtergrond om de geallieerden niet te veel te provoceren. Dit leger kwam in botsing met Litouwse troepen, maar legde het daar tegen af.
Duitsland zegde onder druk van de geallieerden haar steun aan het West-Russische Vrijwilligersleger in november 1919 op. De geallieerden wilden namelijk sancties instellen tegen Duitsland, waaronder een totaalverbod voor Duitse boten op de Oostzee. Het vrijwilligersleger werd ontbonden. Von der Goltz was in oktober 1919 al teruggekeerd naar Duitsland.

### Latere jaren
Bij terugkeer in Duitsland nam Von der Goltz in deel aan de Kapp-putsch, een mislukte poging om het Weimarregime omver te werpen. Van 1925 tot 1930 gaf Von der Goltz leiding aan de Jungdeutschland-Bund, die zich toelegde op de militaire scholing van de Duitse jeugd. In 1925 werd hij ook voorzitter van de Vereinigten vaterländischen Verbände Deutschlands, een organisatieverband van verschillende rechtse organisaties. In 1931 diende Von der Goltz bij rijkspresident Paul von Hindenburg en petitie in, waarbij hij eiste dat de NSDAP mocht deelnemen aan de regering. Na de machtsovername van de nazi's in maart 1933 werd de VvVD als onderdeel van de gelijkschakeling opgeheven. Von der Goltz werd voorzitter van de nieuwe veteranenvereniging Reichsverbandes Deutscher Offiziere.
Kort na de Tweede Wereldoorlog overleed Von der Goltz als gevolg van een beroerte.

## Persoonlijk
Von der Goltz was getrouwd met Caroline von Hase (1873–1941), met wie hij drie zonen kreeg. Zijn oudste zoon Rüdiger zat namens de NSDAP in de Rijksdag. Hun tweede zoon Hans overleed in 1914. Hun jongste zoon heette Georg Conrad (1902-1985). Zonen Rüdiger en Hans waren getrouwd met twee Noorse zussen, Wanda en Astrid Hjort. Hun broer Johan was een van de oprichters van Noorse facistische partij Nasjonal Samling. Via de familie van zijn vrouw was Von der Goltz verwant aan de Duitse verzetsdominee Dietrich Bonhoeffer.

## Eerbetoon
Von der Goltz ontving twee keer het IJzeren Kruis. In mei 1918 ontving hij tevens het Pour le Mérite. Van Finland kreeg hij de Orde van het Vrijheidskruis.
- Bibliothèque nationale de France: cb11239950g (data)
- Gemeinsame Normdatei: 116765038
- International Standard Name Identifier: 0000 0001 0908 4501
- Library of Congress Control Number: no2018049806
- Nationale Bibliotheek van Letland: 000181244
- Nationale Bibliotheek van Israël: 987007403107805171
- Nationale Bibliotheek van Polen: a0000002261676
- Nederlandse Thesaurus van Auteursnamen: 140198423
- Système universitaire de documentation: 136897398
- Virtual International Authority File: 63998855
- WorldCat: E39PBJpJgGTtdMB3mCVdYXxkXd